# Coppa Ronchetti 1981-1982
L'edizione 1981-1982 della Coppa europea Liliana Ronchetti è stata l'undicesima della seconda competizione europea per club di pallacanestro femminile organizzata dalla FIBA Europe. Si è svolta dal 7 ottobre 1981 al 9 marzo 1982.
Vi hanno partecipato ventidue squadre. Il titolo è stato conquistato dal Spartak Mosca, in finale sul Královo Pole Brno.

## Preliminari
| Squadra 1        | Totale  | Squadra 2                 | Andata   | Ritorno  |
| ---------------- | ------- | ------------------------- | -------- | -------- |
| SP Muraltese     | 123-110 | BBC Black Star            | 62 - 56  | 61 - 54  |
| C.B. Donostia    | 225-128 | Versoix Basket BC         | 122 - 68 | 103 - 60 |
| Allgemeiner T.V. | 119-96  | Monceau Feminin Charleroi | 61 - 48  | 58 - 48  |

## Ottavi di finale
| Squadra 1                | Totale  | Squadra 2               | Andata   | Ritorno  |
| ------------------------ | ------- | ----------------------- | -------- | -------- |
| Lokomotiv Sofia          | 175-83  | MGS Apollon             | 84 - 38  | 91 - 45  |
| MTK                      | 138-117 | BK Slavia Sofia         | 59 - 48  | 79 - 69  |
| DBB Wien                 | 80-199  | Tungsgram S.C. Budapest | 50 - 91  | 30 - 108 |
| BP Spartacus             | 152-141 | WBC Jezica              | 78 - 72  | 74 - 69  |
| Maccabi Ramat Chen Blich | 132-152 | Vointa Bucuresti        | 57 - 66  | 75 - 86  |
| SP Muraltese             | 60-198  | Královo Pole Brno       | 40 - 100 | 20 - 98  |
| C.B. Donostia            | 134-138 | Allgemeiner T.V.        | 65 - 64  | 69 - 74  |

## Gruppi quarti di finale

### Gruppo A
| Pos | Squadra                | G | V | P | PF  | PS  | DP  | Qualificazione              |       | TSB   | SPR   | VBU   |
| --- | ---------------------- | - | - | - | --- | --- | --- | --------------------------- | ----- | ----- | ----- | ----- |
| 1   | Tungsram S.C. Budapest | 4 | 3 | 1 | 316 | 277 | +39 | Qualificata alle semifinali |       | —     | 83–80 | 80–64 |
| 2   | Slavia Praga           | 4 | 3 | 1 | 303 | 279 | +24 |                             |       | 68–65 | —     | 80–61 |
| 3   | Vointa Bucuresti       | 4 | 0 | 4 | 260 | 323 | −63 |                             | 65–88 | 70–75 | —     |       |

### Gruppo B
| Pos | Squadra         | G | V | P | PF  | PS  | DP   | Qualificazione              |        | SMO   | LSO    | MTK   |
| --- | --------------- | - | - | - | --- | --- | ---- | --------------------------- | ------ | ----- | ------ | ----- |
| 1   | Spartak Mosca   | 4 | 3 | 1 | 372 | 247 | +125 | Qualificata alle semifinali |        | —     | 109–58 | 88–41 |
| 2   | Lokomotiv Sofia | 4 | 3 | 1 | 268 | 309 | −41  |                             |        | 73–72 | —      | 48–47 |
| 3   | MTK             | 4 | 0 | 4 | 244 | 328 | −84  |                             | 75–103 | 81–89 | —      |       |

### Gruppo C
| Pos | Squadra              | G | V | P | PF  | PS  | DP  | Qualificazione              |       | ASO   | BPS   | MON   |
| --- | -------------------- | - | - | - | --- | --- | --- | --------------------------- | ----- | ----- | ----- | ----- |
| 1   | Akademik Sofia       | 4 | 3 | 1 | 286 | 271 | +15 | Qualificata alle semifinali |       | —     | 68–69 | 73–60 |
| 2   | BP Spartacus         | 4 | 2 | 2 | 272 | 256 | +16 |                             |       | 80–81 | —     | 80–57 |
| 3   | A.S. Montferrandaise | 4 | 1 | 3 | 229 | 260 | −31 |                             | 62–64 | 50–43 | —     |       |

### Gruppo D
| Pos | Squadra                   | G | V | P | PF  | PS  | DP   | Qualificazione              |       | BKP   | ZVO   | ATV   |
| --- | ------------------------- | - | - | - | --- | --- | ---- | --------------------------- | ----- | ----- | ----- | ----- |
| 1   | Basketbal SK Kralovo Pole | 4 | 3 | 1 | 330 | 243 | +87  | Qualificata alle semifinali |       | —     | 83–60 | 83–38 |
| 2   | ZKK Vozdovac              | 4 | 3 | 1 | 337 | 277 | +60  |                             |       | 96–76 | —     | 97–56 |
| 3   | Allgemeiner T.V.          | 4 | 0 | 4 | 205 | 352 | −147 |                             | 49–88 | 62–84 | —     |       |

## Semifinali
| Squadra 1      | Totale  | Squadra 2               | Andata  | Ritorno |
| -------------- | ------- | ----------------------- | ------- | ------- |
| Spartak Mosca  | 175-115 | Tungsgram S.C. Budapest | 87 - 48 | 88 - 67 |
| Akademik Sofia | 130-139 | Královo Pole Brno       | 69 - 66 | 61 - 73 |

## Finali
| Linz 9 marzo 1982 Gara unica | Spartak Mosca | 89 – 68 (42-23, 47-45) referto | Královo Pole Brno |  |